# Cadlina pacifica
Cadlina pacifica är en snäckart som beskrevs av Bergh 1879. Cadlina pacifica ingår i släktet Cadlina och familjen Chromodorididae. Inga underarter finns listade i Catalogue of Life.